# 小栗忠順
小栗 忠順（おぐり ただまさ、文政10年6月23日〈1827年7月16日〉 - 慶応4年閏4月6日〈1868年5月27日〉）は、幕末期の日本の武士（幕臣）。
通称は又一で、この通称は小栗家当主が代々名乗っていた。安政6年（1859年）、従五位下・豊後守に叙任。文久3年（1863年）、上野介に遷任した。三河小栗氏第12代当主。 勘定奉行、江戸町奉行、外国奉行を歴任した。

## 主な業績・人物
安政7年（1860年）、日米修好通商条約批准のため米艦ポーハタン号で渡米し、地球を一周して帰国した。その後は多くの奉行を務め、江戸幕府の財政再建や、フランス公使レオン・ロッシュに依頼しての洋式軍隊の整備、横須賀製鉄所の建設などを行う。
徳川慶喜の恭順に反対し、薩長への主戦論を唱えるも容れられず、慶応4年（1868年）に罷免されて領地である上野国群馬郡権田村（群馬県高崎市倉渕町権田）に隠遁。同年閏4月、薩長軍の追討令に対して武装解除に応じ、自身の養子をその証人として差し出したが逮捕され、翌日、斬首。逮捕の理由としては、大砲2門・小銃20挺の所持と農兵の訓練が理由であるとする説や、勘定奉行時代に徳川家の大金を隠蔽したという説（徳川埋蔵金説）などが挙げられるが、これらの説を裏付ける根拠は現在まで出てきていない。
のちに、明治政府中心の歴史観が薄まると小栗の評価は見直され、大隈重信や東郷平八郎からは幕府側から近代化政策を行った人として評価されている。司馬遼太郎は小栗を「明治国家の父の一人」と記した。

## 生涯

### 家督相続前
文政10年（1827年）、禄高2,500石の旗本・小栗忠高と邦子（日下対馬守の妹）の子として江戸駿河台の屋敷に生まれる。幼名は剛太郎。当初、周囲からは暗愚で悪戯好きな悪童と思われていたが、成長するに従って文武に抜きん出た才能を発揮し、14歳のころには自身の意志を誰にはばかることなく主張するようになった。
8歳から、小栗家の屋敷内にあった安積艮斎の私塾「見山楼」に入門、栗本鋤雲と知り合うこととなる。武術については、剣術を島田虎之助に師事した。後に藤川整斎の門下となり、直心影流免許皆伝を許される。また砲術を田付主計に、柔術と山鹿流兵学（19歳から4年間）を窪田助太郎清音（のちの講武所頭取）に師事している。天保11年（1840年）ごろ、田付主計の同門であった年長者の結城啓之助から開国論を聞かされ、以後影響を受ける。
天保14年（1843年）、17歳になり登城する。文武の才を注目され、若くして両御番となる。率直な物言いを疎まれて幾度か役職を変えられたが、そのたびに才腕を惜しまれて役職を戻されている。嘉永2年（1849年）、林田藩の前藩主建部政醇の娘・道子と結婚する。
嘉永6年（1853年）、アメリカ合衆国東インド艦隊司令長官マシュー・ペリーが浦賀に来航する。その後、来航する異国船に対処する詰警備役となるが、戦国時代からの関船しか所持していない状態ではアメリカと同等の交渉はできず、開国の要求を受け入れることしかできなかった。このころから外国との積極的通商を主張し、造船所を作るという発想を持ったと言われる。
安政2年（1855年）、父が医師の誤診により死去し、家督を相続する。安政6年、小栗豊後守を名乗る。

### アメリカ渡航

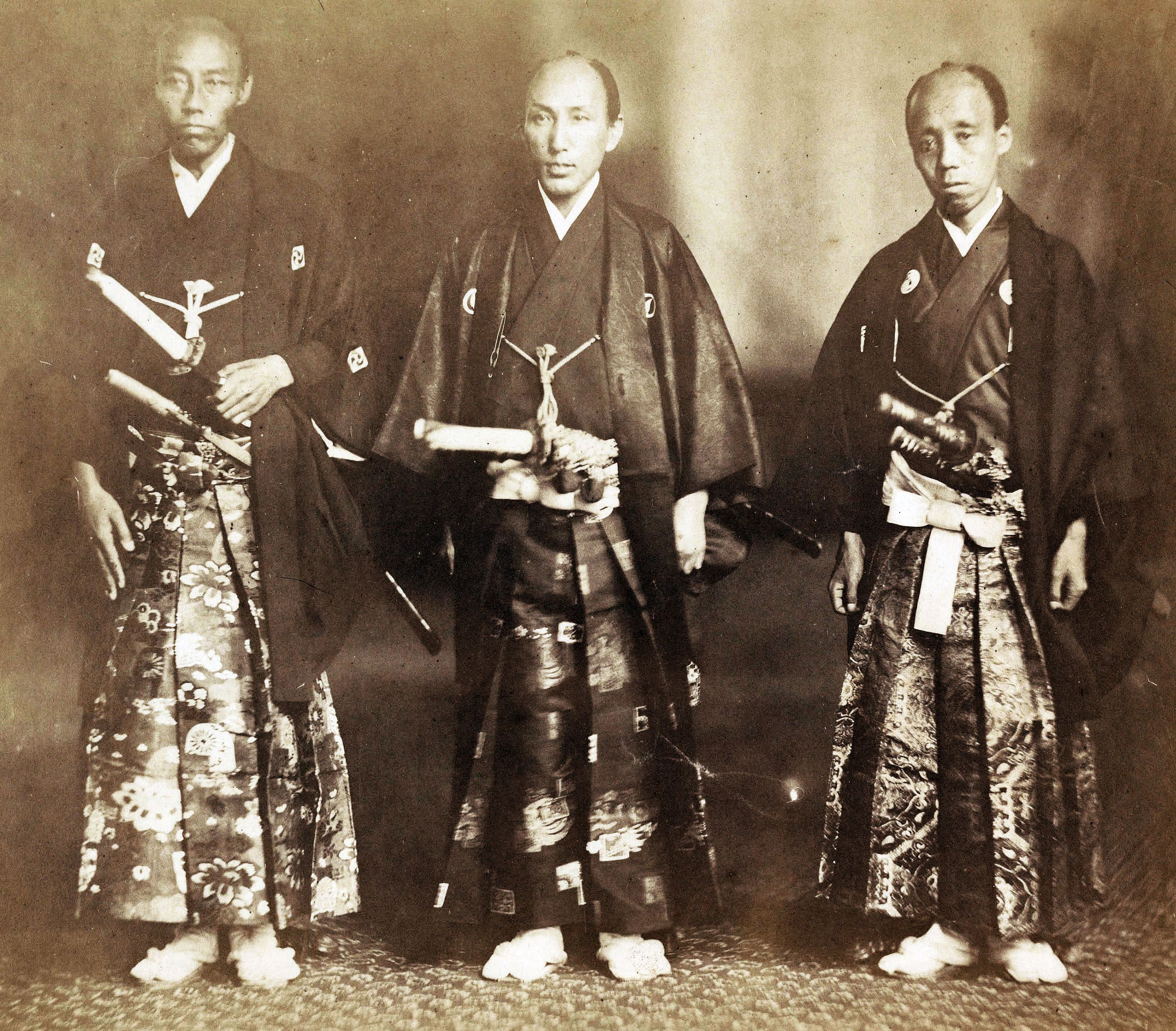
左から村垣範正、新見正興、小栗忠順 1860年

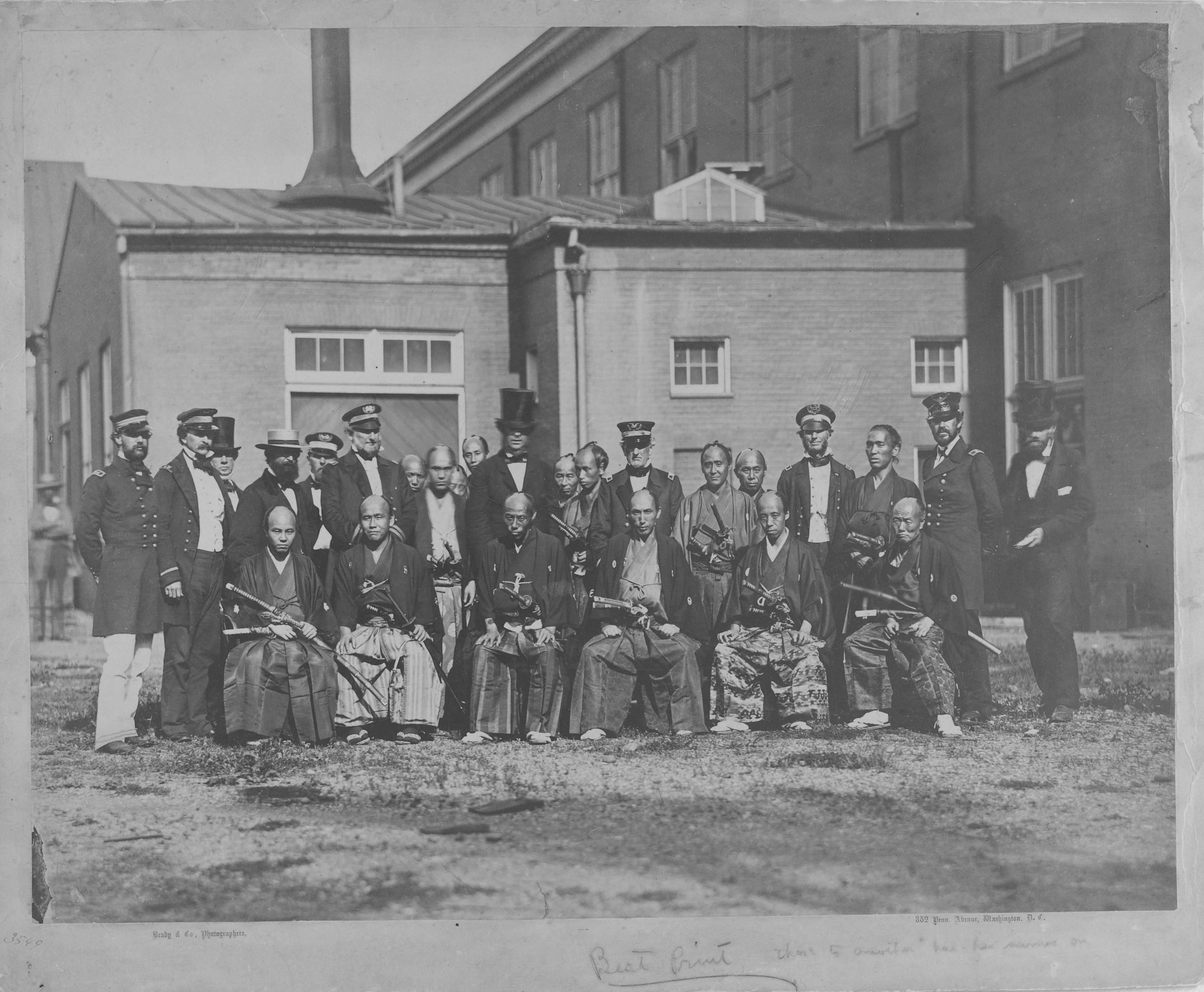
ワシントン海軍工廠での使節団：正使 新見正興（前列中央）、副使 村垣範正（前列左から3人目）、監察 小栗忠順（前列右から2人目）、勘定方組頭、森田清行（前列右端）、外国奉行頭支配組頭、成瀬正典（前列左から2人目）、外国奉行支配両番格調役、塚原昌義（前列左端）

安政7年（1860年）、遣米使節目付（監察）として、正使の新見正興が乗船するポーハタン号で渡米する。2か月の船旅の後、サンフランシスコに到着する。代表は新見であったが、目付の小栗が代表と勘違いされ、行く先々で取材を受けた。勘違いの理由として、新見をはじめとして同乗者の多くは外国人と接したことがなく困惑していたが、小栗は詰警備役として外国人と交渉経験があるため落ち着いており、そのため代表に見えたとされる。また「目付とはスパイのことだ。日本（徳川幕府）はスパイを使節として同行させているのか。」という嫌疑を受けた。その際に「目付とはcensor（ケンソル）である」と主張して切り抜けたという。監察官（censor）という役の重さが代表扱いされる一因かと推察される。
小栗はワシントン海軍工廠を見学した際、日本との製鉄及び金属加工技術などの差に驚愕し、記念にネジを日本へ持ち帰った。また、訪米中にはブキャナン大統領に謁見している。
その後、ナイアガラ号に乗り換え、大西洋を越えて品川に帰着する。帰国後、遣米使節の功により200石を加増されて2,700石となり、外国奉行に就任する。

### アメリカ政府との通貨交渉
この使節団の隠れた目的の一つが、通貨交換比率の交渉であり、その特命担当が小栗忠順であった。ワシントンでの条約批准書交換前日に小栗から通貨交渉について考えている旨を打ち明けられ、条約批准書交換後に小栗中心にカス国務長官に申し出て約半月にわたってアメリカ政府と通貨交渉を行っていた詳細な記録と、アメリカ政府からの回答が勘定組頭森田清行の手控としての記録に残っている。また、使節の帰国後幕府への報告として提出された「米行使節金貨比較商議一件」にも日本側の申入れ、アメリカ政府からの回答や通貨分析の記録が記載されている。
日本においては、銀はもともと丁銀や豆板銀などの、重量を以て貨幣価値の決まる秤量貨幣として流通していたが、江戸後期に発行された一分銀は通貨発行益による歳入を目的とした額面が記載された計数貨幣であり、本位貨幣である小判の補助貨幣であった。 その貨幣価値は、金貨である一分金と等価とされ、1/4両に相当する。しかし、天保一分銀は幕府の極印を打つことにより実際の重さの3倍の価値を持たせた、幕府の信用を背景とした名目貨幣であった。幕末には一分銀の通貨発行益が幕府歳入の4割を占めており、発行高は丁銀をはるかに上回るものとなっていたため、天保以降では計数貨幣である一分銀が銀貨流通の主流となっていた。
ペリーによる日米和親条約の締結時には、1ドル＝一分銀1枚による交換比率に決まったが、その後ハリスによる日米修好通商条約では、ハリスの主張により同じ種類の貨幣を同じ重さで交換する「同種同量交換の原則」が盛り込まれ、幕府は米国側に押し切られ、その重量を基に1ドル＝一分銀3枚の交換比率を承諾することになる。その後、外国奉行水野忠徳が同種同量交換できる貿易用の貨幣として二朱銀を発行するも、ハリス・オールコックら外国公使団に認められず、わずか22日で通用停止となる。
結果として日本の貨幣価値が1/3になったため、貿易において日本が3倍損をする状態となっていた。また、金の含有量で比較すると、天保小判5両が米国20ドル金貨（Double Eagle）に等しい。このため、1ドル（メキシコ銀貨）→3分（一分銀）→0.75両（天保小判）→3ドル（20ドル金貨）と、両替を行うだけで、莫大な利益を上げることができた。結果、大量の小判が海外へ流出することになった。
これを防止するため、一分銀が計数貨幣であり外国貨幣と重さで交換できないことを認めてもらう必要があった。小栗はワシントン滞在中、条約批准書交換後カス国務長官に申し出、約半月にわたってアメリカ政府と通貨交渉を行った。小栗は天保小判、一分銀およびそれと同じ額面を持つ一分金、二朱銀をフィラデルフィアの造幣局に送って分析させ、一分銀の35.6セントに対し、一分金は89セントに相当することを確認させた。この交渉の過程で「一分銀は楮幣（紙幣のような通貨）」であり重さで交換できないこと、同種同量交換できるよう発行した二朱銀をハリスが認めないこと、結果として日本が3倍損をする状況になっていることを説明し、フィラデルフィア造幣局での分析結果を基に、「洋銀と一分銀の交換は禁止し、90セント=1分として一分金との交換を行う」ことを主張した。米国側は小栗の主張の正当性は理解したものの、合意には至らなかった。
ワシントンの後に往訪したフィラデルフィア造幣局での分析実検の結果、1両＝3ドル60セントの為替レートが決定する。この時のアメリカでの新聞記事には、日本人が10進法の天秤ばかりや算盤で素早く計算したことに加えて、小栗はタフ・ネゴシエイターとして日本人の評価を上げたと言われているが、通貨問題における真の決着はワシントンで既についていた。
結局、金銀交換比率を諸外国並とするため、幕府は小栗の帰国を待つことなく、天保小判の1/3弱の金含有量の万延小判を新たに発行することになるが、結果として大幅なインフレを招くこととなった。
→「幕末の通貨問題」「万延元年遣米使節 § 通貨の交換比率の交渉」も参照

### 内政・外交に携わる
文久元年（1861年）、ロシア軍艦対馬占領事件が発生。事件の処理に当たるが、同時に幕府の対処に限界を感じ、江戸に戻って老中に
- 対馬を直轄領とすること。
- 今回の事件の折衝は正式の外交形式で行うこと。
- 国際世論に訴え、場合によっては英国海軍の協力を得ること。

などを提言したが、容れられず外国奉行を辞任した。
文久2年（1862年）、勘定奉行に就任し、名乗りを小栗豊後守から上野介に変更する。幕府の財政立て直しを指揮する。当時、幕府は海軍力強化のため44隻の艦船を諸外国から購入しており、その総額は実に333万6千ドルに上った。小栗は、駐日フランス公使レオン・ロッシュの通訳メルメ・カションと親しかった旧知の栗本鋤雲を通じて、ロッシュとの繋がりを作り、製鉄所についての具体的な提案を練り上げた。当初は縁のあるアメリカ人を招聘しようとも考えたが、当時アメリカは南北戦争で国が疲弊し外国を助ける余裕がなかったため、結果的にロッシュとの繋がりができてフランス中心の招聘となった。
文久3年（1863年）、製鉄所建設案を幕府に提出、幕閣などから反発を受けたが、14代将軍徳川家茂はこれを承認し、11月26日に実地検分が始まり、建設予定地は横須賀に決定された。なお、建設に際し、多くの鉄を必要とすることから、上野国甘楽郡中小坂村（現在の群馬県甘楽郡下仁田町中小坂）で中小坂鉄山採掘施設の建設を計画し、武田斐三郎などを現地の見分に派遣した。見分の結果、鉄鉱石の埋蔵量は莫大であり、ついで成分分析の結果、鉄鉱石の鉄分は極めて良好であることが判明した。ただし、近隣での石炭供給が不十分であるので、しばらくの間木炭を使った高炉を建設すべしとの報告を受けている。また慶応元年（1865年）には高炉で使用する木炭を確保するため、御用林の立木の使用について陸軍奉行と協議をしている。
慶応元年（1865年）11月15日、横須賀製鉄所（後の横須賀海軍工廠）の建設開始。費用は4年継続で総額240万ドルで、これが後の小栗逮捕における徳川埋蔵金説に繋がったとも言われるが、実際には万延二分金（通称小栗二分金）などの貨幣の増鋳による貨幣発行益により建設費用を賄っていた。横須賀製鉄所の建設を巡っては、相当な費用の負担を強いることから幕府内部の反対論は強く、建設地を横須賀にすることへの反対論もあったが、工作機械類がフランスに発注済であり、最終的に製鉄所は建設された。多くの反対を押しきれたのは、計画の進捗が迅速であり、外部がこれを知った時には取りやめることが不可能であったからである。
小栗は横須賀製鉄所の首長としてフランスのレオンス・ヴェルニーを任命した。これは幕府公認の事業では初の事例だったが、この人事により職務分掌・雇用規則・残業手当・社内教育・洋式簿記・月給制など、経営学や人事労務管理の基礎が日本に導入された。また、製鉄所の建設をきっかけに日本初のフランス語学校・横浜仏蘭西語伝習所を設立。ロッシュの助力もあり、フランス人講師を招いて本格的な授業を行った。この学校の卒業生には明治政府に貢献した人物が多い。
加えて、小栗は陸軍の力も増強するため、小銃・大砲・弾薬等の兵器・装備品の国産化を推進した。
文久2年（1862年）12月、銃砲製造の責任者に任ぜられると、それまで韮山代官江川英武に任されていた湯島大小砲鋳立場を幕府直轄として関口製造所に統合し、組織の合理化や当時多発していた製造不良の低減に着手した。これに伴い、それまで実務を取り仕切ってきた江川の手代の代わりに武田斐三郎、友平栄などの気鋭の技術者を関口製造所の責任者として新たに登用した。また、ベルギーから弾薬火薬製造機械を購入し、滝野川反射炉の一角に設置、日本初の西洋式火薬工場を建設した。
小栗はさらなる軍事力強化のため、幕府陸軍をフランス軍人に指導させることを計画する。慶応2年12月8日（1867年1月12日）、フランス軍事顧問団が到着、翌日から訓練が開始された。また軍事顧問団と時を同じくしてフランスに、大砲90門、シャスポー銃10,000丁を含む後装小銃25,000丁、陸軍将兵用の軍服27,000人分等の大量の兵器・装備品を発注、購入金額は総計72万ドルにも上った。
経済面では、慶応2年（1866年）には関税率改訂交渉に尽力し、特にフランスとの経済関係を緊密にし、三都商人と結んで日本全国の商品流通を掌握しようとした。これが後の商社設立に繋がることとなる。翌慶応3年（1867年）、株式会社「兵庫商社」の設立案を提出、大阪の有力商人から100万両という資金出資を受け設立した。これは資本の少なさから日本商人が海外貿易で不利益を被っていることを受け、解決には大資本の商社が必要との認識によるものであった。100万両という設立資金は、当時設立されていた株式会社の中でも大きく抜きん出たものであった。
8月9日、日本初の本格的ホテル、築地ホテル館の建設が始まる。これは小栗の発案・主導のもとに清水喜助らが建設したもので、翌年8月10日に完成する。このように、小栗の財政、経済及び軍事上の施策は大いに見るべきものがあり、その手腕については倒幕派もこれを認めざるを得なかった。

### 大政奉還

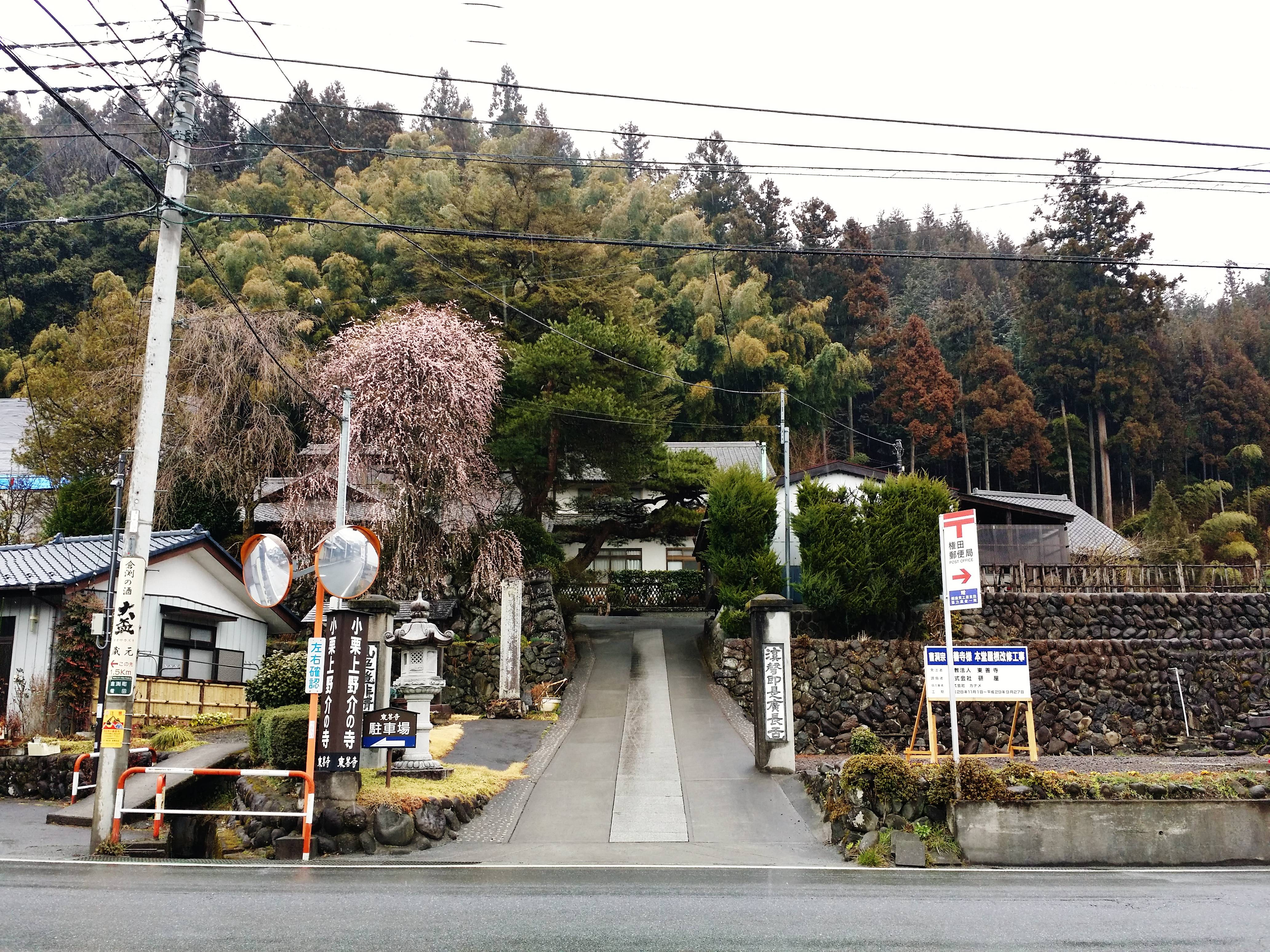
小栗の墓所・東善寺（群馬県高崎市）

慶応3年10月14日（1867年11月9日）、15代将軍徳川慶喜が朝廷に大政奉還。翌慶応4年（1868年）1月に鳥羽・伏見の戦いが行われて戊辰戦争が始まる。
慶喜の江戸帰還後、1月12日から江戸城で開かれた評定において、小栗は榎本武揚、大鳥圭介、水野忠徳らと徹底抗戦を主張する。この時、小栗は「薩長軍が箱根を降りてきたところを陸軍で迎撃し、同時に榎本率いる旧幕府艦隊を駿河湾に突入させて艦砲射撃で後続補給部隊を壊滅させ、孤立化し補給の途絶えた薩長軍を殲滅する」という挟撃策を提案した。後に、この作戦を聞いた大村益次郎が「その策が実行されていたら今頃我々の首はなかったであろう」として恐れたという逸話がある。実際、この時点において旧幕府側は、鳥羽・伏見の戦いに参加していなかった多数の予備兵力を保有していたが、慶喜はこの作戦を退けて勝海舟の恭順論を採った。
ただし、一方で慶喜は和戦両論の構えを取っており、横浜の警備体制を増強して、箱根関と碓氷関に目付を派遣し、官軍を迎え撃つ体制を強化している。小栗の作戦を却下した理由としては、その時点での慶喜はあくまで武備恭順の姿勢であり、家臣団が小栗の意見に引きずられて武備恭順の域から逸脱するのを防ぐためだったと推測されている。慶喜としては抗戦の意思を捨てる気はないものの、薩長の官軍化に困惑する味方を安心させる為、朝廷に対して恭順の意思を見せる必要があり、明確に敵対の意思を示す小栗の作戦は受け入れることが出来なかったとされる。なお、幕臣のほとんどは主戦論を唱えていたが、小栗の作戦以外にも「軍艦で大坂城を攻撃する」「富士川で官軍を食い止める」「碓氷峠を防衛線にする」など様々な作戦が提案される議論百出の状態で、一つの意見に集約できる状態ではなかったという。
慶応4年（1868年）1月15日、江戸城にて勝手掛老中松平康英から呼出の切紙を渡され、芙蓉の間にて老中酒井忠惇、若年寄稲葉重正から御役御免及び勤仕並寄合となる沙汰を申し渡されると、同月28日に「上野国群馬郡権田村（現在の群馬県高崎市倉渕町権田）への土着願書」を提出した。旧知の三野村利左衛門から千両箱を贈られ米国亡命を勧められたものの、これを丁重に断り、「暫く上野国に引き上げるが、婦女子が困窮することがあれば、その時は宜しく頼む」と三野村に伝えた。また、2月末に渋沢成一郎から彰義隊隊長に推されたが、「徳川慶喜に薩長と戦う意思が無い以上、無名の師で有り、大義名分の無い戦いはしない」とこれを拒絶した。
2月28日（3月21日）5時（8時）江戸を一行は出る。途中、大宮の普門院に参拝。夕七半（17時）桶川宿に泊まる。2月29日（3月22日）桶川宿を六半時（7時）出発、吹上で昼飯、夕八半時（15時）深谷宿に泊まる。2月30日（3月23日）朝六半時（7時）出発、新町で昼飯、夕七時（16時）高崎宿に泊まる。
3月1日（3月24日)朝五時（8時）高崎を出発、室田（高崎市）で昼飯、夕七時（16時）権田村（群馬県高崎市倉渕町権田）)東善寺に到着。3月4日（3月27日）2千人とも言われる世直し勢が寺を包囲した。たが戦術に優る小栗は､鉄砲などで退治した。しかし、これが大きな反響を呼び、小栗は多数の武器を所有しているという噂となって世間に広まった。3月8日（3月31日)総督府を出迎えるため高崎藩主と小幡藩主は常磐町（高崎市）まで出迎えたが、小栗は石上寺の本営に出頭して勤王の意を表面しなかったことが反逆の嫌疑を受けることになった。
当時の村人の記録によると、水路を整備したり塾を開くなど静かな生活を送っており、農兵の訓練をしていた様子は見られない。

### 最期
慶応4年（1868年）閏4月4日、小栗は東山道軍の命を受けた軍監豊永貫一郎、原保太郎に率いられた高崎藩・安中藩・吉井藩兵により東善寺にいるところを捕縛され、閏4月6日朝4ツ半（午前11時）、取り調べもされぬまま、烏川の水沼河原（現在の群馬県高崎市倉渕町水沼1613-3番地先）に家臣の荒川祐蔵・大井磯十郎・渡辺太三郎と共に引き出され、斬首された。享年42。
死の直前、大勢の村人が固唾を飲んで見守る中、東山道軍の軍監に対して、小栗の家臣が改めて無罪を大声で主張すると、小栗は「お静かに」と言い放ち、「もうこうなった以上は、未練を残すのはやめよう」と諭した。そして原が、「何か言い残すことはないか」と聞くと小栗はにっこり笑い、「私自身には何もないが、母と妻と息子の許婚を逃がした。どうかこれら婦女子にはぜひ寛典を願いたい」と頼んだという。処刑の順序は荒川・大井・渡辺・小栗の順だったという。原は後に、「小栗は自分が斬った」といっていたが、地元の研究者によれば、安中藩の徒目付浅田五郎作が斬ったという説もある。

## 残された家族
小栗は遣米使節目付として渡米する直前、従妹の鉞子（よきこ、父・忠高の義弟日下馬の娘）を養女にし、その許婚として駒井朝温の次男の忠道を養子に迎えていたが、忠道も翌日に高崎で斬首された。死の直前に母のくに子、妻の道子、養女の鉞子を家臣および村民からなる従者と共に、かねてから面識があった会津藩の横山常守を頼り、会津に向かって脱出させた。道子は身重の体であり、善光寺参りに身を扮し、急峻な山道である悪路越えの逃避行であった。その後、一行は小栗忠高がかつて懇意にしていた新潟の紙問屋・藤井忠太郎（市島謙吉の親戚）を頼ったのち、閏4月29日には会津に到着し、松平容保の計らいにより道子らは会津藩の野戦病院に収容され、6月10日に道子は女児を出産、国子と命名された。
一行は翌明治2年（1869年）春まで会津に留まり、東京へと戻った。帰るべき場所がない小栗の家族の世話をしたのは、かつての小栗家の奉公人であり、小栗に恩義を感じている三野村利左衛門であった。三野村は日本橋浜町の別邸に小栗の家族を匿い、明治10年（1877年）に没するまで終生、小栗の家族の面倒を見続けた。その間、小栗家は忠順の遺児・国子が成人するまで、駒井朝温の三男で忠道の弟である忠祥が継いだ。三野村利左衛門の没後も、三野村家が母子の面倒を見ていたが、明治18年（1885年）に道子が没すると、国子は親族である大隈重信に引き取られた。大隈の勧めにより矢野龍渓の弟・貞雄を婿に迎え、小栗家を再興した。

## 人物

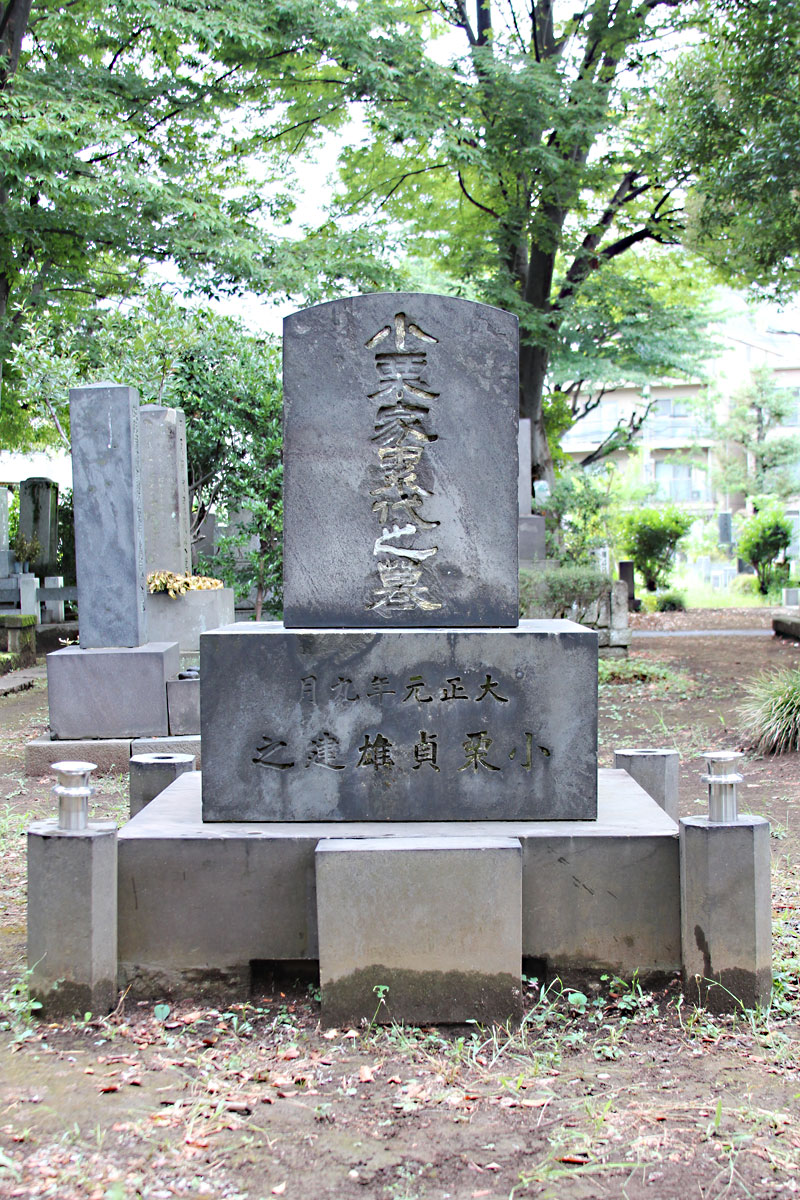
雑司ヶ谷霊園にある小栗忠順の墓

- 小栗は1867年のパリ万博に際して「日本の工業製品をアピールし、フランス政府の後ろ盾で日本国債を発行、六百万両を工面する」計画を立てた。しかし薩摩藩も琉球と連名で万博に出展し、「幕府も薩摩と同格の地方組織であり、国債発行の資格は無い」と主張したため、計画は頓挫してしまう。その際の小栗についてロッシュは「小栗氏ともあろう者が六百万両程度で取り乱すとは意外だった」と語っている[65]。
- 小栗は独特な言語センスの持ち主であった。頑迷固陋な役人のことを、「器械」という単語を捩って「製糞器」と呼び、彼らを嘲るなど皮肉屋な一面も持っていた[66]。一説には、英語の「company」を「商社」と訳したのは小栗とされる[67]。
- 小栗は鉄砲や弓の名手でもあり、砲術及び弓術上覧にて、それぞれ皆中し、徳川家慶から褒美を賜っている[68]。また、小栗所用と伝わる文久2年（1861年）8月制作の《本小札五枚胴紺絲威具足》が、東京富士美術館に所蔵されている[69]。
- 小栗が窪田助太郎清音から山鹿流兵学を学んでいた同じ時期に、名刀工・源清麿が窪田家の屋敷に住み込みで修業していた。小栗の製鉄所建設の原点は、清麿の作刀を10代から20代の多感な時期に生で見て、鉄の基礎知識を得たことだったのではとの新説が、小栗上野介顕彰会の機関誌に発表された。小栗の「幕府の命運に限りがあるとも、日本の命運に限りはない。」との発言は、皇統を尊重する思想と武士道精神を土台とする山鹿流兵学の思想そのもので小栗に与えた影響は大きいと分析している[12][13]。
- 2005年に『よこすか開国祭』にて、自身の玄孫である漫画家の小栗かずまたによってデザインされたキャラクター「オグリン」のモチーフとなった[70]。
- 「道の駅くらぶち小栗の里」に名を残す[71]。

## 家族・親族
- 先祖：小栗忠政
- 祖父：中川忠英（勘定奉行）
- 外祖父：小栗忠清
- 父：小栗忠高
- 母：くに子（小栗忠清女）[72]
- 妻：道子（建部政醇女）
- 養女：小栗鉞子（よきこ、忠清の実子日下数馬の娘で従妹にあたる）
- 養子：小栗忠道（鉞子の許嫁）
- 娘：国子（小栗貞雄妻）
- 従姉妹：大隈綾子（大隈重信妻）
- 玄孫：小栗かずまた（本名又一郎）…漫画家。
- 遠戚：武蔵…格闘家。小栗の妻、道子と蜷川新（武蔵の曽祖父）の母、はつ子が姉妹。武蔵の父は今でも、小栗を無実の罪で処刑に追いやったとして勝海舟を憎んでいるという。

### 系図
|          |          |          |          |          |          |  |  |            |            |            |            |            |            |          |          |          |          | 中川忠英 | 中川忠英 | 中川忠英 | 中川忠英 | 中川忠英   | 中川忠英   |            |            |              |            |            |            | 小栗忠清10 | 小栗忠清10 | 小栗忠清10 | 小栗忠清10 | 小栗忠清10 | 小栗忠清10 |      |      |          |          |          |          |          |          |  |  |          |          |          |          |          |          |            |            |            |            |            |            |        |        |        |        |          |          |          |          |          |          |          |          |          |          |          |          |          |          |          |          |          |          |        |        |        |        |        |        |  |  |
|          |          |          |          |          |          |  |  |            |            |            |            |            |            |          |          |          |          | 中川忠英 | 中川忠英 | 中川忠英 | 中川忠英 | 中川忠英   | 中川忠英   |            |            |              |            |            |            | 小栗忠清10 | 小栗忠清10 | 小栗忠清10 | 小栗忠清10 | 小栗忠清10 | 小栗忠清10 |      |      |          |          |          |          |          |          |  |  |          |          |          |          |          |          |            |            |            |            |            |            |        |        |        |        |          |          |          |          |          |          |          |          |          |          |          |          |          |          |          |          |          |          |        |        |        |        |        |        |  |  |
|          |          |          |          |          |          |  |  |            |            |            |            |            |            |          |          |          |          |          |          |          |          |            |            |            |            |              |            |            |            |            |            |            |            |            |            |      |      |          |          |          |          |          |          |  |  |          |          |          |          |          |          |            |            |            |            |            |            |        |        |        |        |          |          |          |          |          |          |          |          |          |          |          |          |          |          |          |          |          |          |        |        |        |        |        |        |  |  |
|          |          |          |          |          |          |  |  | 三枝七四郎 | 三枝七四郎 | 三枝七四郎 | 三枝七四郎 | 三枝七四郎 | 三枝七四郎 |          |          | 女       | 女       | 女       | 女       | 女       | 女       | 小栗忠高11 | 小栗忠高11 | 小栗忠高11 | 小栗忠高11 | 小栗忠高11   | 小栗忠高11 |            |            | くに子     | くに子     | くに子     | くに子     | くに子     | くに子     |      |      | 日下数馬 | 日下数馬 | 日下数馬 | 日下数馬 | 日下数馬 | 日下数馬 |  |  | 建部政醇 | 建部政醇 | 建部政醇 | 建部政醇 | 建部政醇 | 建部政醇 |            |            |            |            |            |            |        |        |        |        |          |          |          |          |          |          |          |          |          |          |          |          |          |          |          |          |          |          |        |        |        |        |        |        |  |  |
|          |          |          |          |          |          |  |  | 三枝七四郎 | 三枝七四郎 | 三枝七四郎 | 三枝七四郎 | 三枝七四郎 | 三枝七四郎 |          |          | 女       | 女       | 女       | 女       | 女       | 女       | 小栗忠高11 | 小栗忠高11 | 小栗忠高11 | 小栗忠高11 | 小栗忠高11   | 小栗忠高11 |            |            | くに子     | くに子     | くに子     | くに子     | くに子     | くに子     |      |      | 日下数馬 | 日下数馬 | 日下数馬 | 日下数馬 | 日下数馬 | 日下数馬 |  |  | 建部政醇 | 建部政醇 | 建部政醇 | 建部政醇 | 建部政醇 | 建部政醇 |            |            |            |            |            |            |        |        |        |        |          |          |          |          |          |          |          |          |          |          |          |          |          |          |          |          |          |          |        |        |        |        |        |        |  |  |
|          |          |          |          |          |          |  |  |            |            |            |            |            |            |          |          |          |          |          |          |          |          |            |            |            |            |              |            |            |            |            |            |            |            |            |            |      |      |          |          |          |          |          |          |  |  |          |          |          |          |          |          |            |            |            |            |            |            |        |        |        |        |          |          |          |          |          |          |          |          |          |          |          |          |          |          |          |          |          |          |        |        |        |        |        |        |  |  |
|          |          |          |          |          |          |  |  |            |            |            |            |            |            |          |          |          |          |          |          |          |          |            |            |            |            |              |            |            |            |            |            |            |            |            |            |      |      |          |          |          |          |          |          |  |  |          |          |          |          |          |          |            |            |            |            |            |            |        |        |        |        |          |          |          |          |          |          |          |          |          |          |          |          |          |          |          |          |          |          |        |        |        |        |        |        |  |  |
| 大隈重信 | 大隈重信 | 大隈重信 | 大隈重信 | 大隈重信 | 大隈重信 |  |  | 大隈綾子   | 大隈綾子   | 大隈綾子   | 大隈綾子   | 大隈綾子   | 大隈綾子   | 三枝守富 | 三枝守富 | 三枝守富 | 三枝守富 | 三枝守富 | 三枝守富 | 矢野光儀 | 矢野光儀 | 矢野光儀   | 矢野光儀   | 矢野光儀   | 矢野光儀   | 小栗忠順12   | 小栗忠順12 | 小栗忠順12 | 小栗忠順12 | 小栗忠順12 | 小栗忠順12 |            |            | 道子       | 道子       | 道子 | 道子 | 道子     | 道子     |          |          |          |          |  |  |          |          | 駒井朝温 | 駒井朝温 | 駒井朝温 | 駒井朝温 | 駒井朝温   | 駒井朝温   | はつ子     | はつ子     | はつ子     | はつ子     | はつ子 | はつ子 |        |        | 蜷川親賢 | 蜷川親賢 | 蜷川親賢 | 蜷川親賢 | 蜷川親賢 | 蜷川親賢 | 建部政和 | 建部政和 | 建部政和 | 建部政和 | 建部政和 | 建部政和 | 土井利教 | 土井利教 | 土井利教 | 土井利教 | 土井利教 | 土井利教 | 建部揆 | 建部揆 | 建部揆 | 建部揆 | 建部揆 | 建部揆 |  |  |
| 大隈重信 | 大隈重信 | 大隈重信 | 大隈重信 | 大隈重信 | 大隈重信 |  |  | 大隈綾子   | 大隈綾子   | 大隈綾子   | 大隈綾子   | 大隈綾子   | 大隈綾子   | 三枝守富 | 三枝守富 | 三枝守富 | 三枝守富 | 三枝守富 | 三枝守富 | 矢野光儀 | 矢野光儀 | 矢野光儀   | 矢野光儀   | 矢野光儀   | 矢野光儀   | 小栗忠順12   | 小栗忠順12 | 小栗忠順12 | 小栗忠順12 | 小栗忠順12 | 小栗忠順12 |            |            | 道子       | 道子       | 道子 | 道子 | 道子     | 道子     |          |          |          |          |  |  |          |          | 駒井朝温 | 駒井朝温 | 駒井朝温 | 駒井朝温 | 駒井朝温   | 駒井朝温   | はつ子     | はつ子     | はつ子     | はつ子     | はつ子 | はつ子 |        |        | 蜷川親賢 | 蜷川親賢 | 蜷川親賢 | 蜷川親賢 | 蜷川親賢 | 蜷川親賢 | 建部政和 | 建部政和 | 建部政和 | 建部政和 | 建部政和 | 建部政和 | 土井利教 | 土井利教 | 土井利教 | 土井利教 | 土井利教 | 土井利教 | 建部揆 | 建部揆 | 建部揆 | 建部揆 | 建部揆 | 建部揆 |  |  |
|          |          |          |          |          |          |  |  |            |            |            |            |            |            |          |          |          |          |          |          |          |          |            |            |            |            |              |            |            |            |            |            |            |            |            |            |      |      |          |          |          |          |          |          |  |  |          |          |          |          |          |          |            |            |            |            |            |            |        |        |        |        |          |          |          |          |          |          |          |          |          |          |          |          |          |          |          |          |          |          |        |        |        |        |        |        |  |  |
|          |          |          |          |          |          |  |  |            |            |            |            |            |            |          |          |          |          |          |          |          |          |            |            |            |            |              |            |            |            |            |            |            |            |            |            |      |      |          |          |          |          |          |          |  |  |          |          |          |          |          |          |            |            |            |            |            |            |        |        |        |        |          |          |          |          |          |          |          |          |          |          |          |          |          |          |          |          |          |          |        |        |        |        |        |        |  |  |
|          |          |          |          |          |          |  |  |            |            |            |            |            |            |          |          | 矢野龍渓 | 矢野龍渓 | 矢野龍渓 | 矢野龍渓 | 矢野龍渓 | 矢野龍渓 | 小栗貞雄14 | 小栗貞雄14 | 小栗貞雄14 | 小栗貞雄14 | 小栗貞雄14   | 小栗貞雄14 |            |            | 小栗国子   | 小栗国子   | 小栗国子   | 小栗国子   | 小栗国子   | 小栗国子   |      |      | 小栗鉞子 | 小栗鉞子 | 小栗鉞子 | 小栗鉞子 | 小栗鉞子 | 小栗鉞子 |  |  | 小栗忠道 | 小栗忠道 | 小栗忠道 | 小栗忠道 | 小栗忠道 | 小栗忠道 | 小栗忠祥13 | 小栗忠祥13 | 小栗忠祥13 | 小栗忠祥13 | 小栗忠祥13 | 小栗忠祥13 | 蜷川新 | 蜷川新 | 蜷川新 | 蜷川新 | 蜷川新   | 蜷川新   |          |          |          |          |          |          |          |          |          |          |          |          |          |          |          |          |        |        |        |        |        |        |  |  |
|          |          |          |          |          |          |  |  |            |            |            |            |            |            |          |          | 矢野龍渓 | 矢野龍渓 | 矢野龍渓 | 矢野龍渓 | 矢野龍渓 | 矢野龍渓 | 小栗貞雄14 | 小栗貞雄14 | 小栗貞雄14 | 小栗貞雄14 | 小栗貞雄14   | 小栗貞雄14 |            |            | 小栗国子   | 小栗国子   | 小栗国子   | 小栗国子   | 小栗国子   | 小栗国子   |      |      | 小栗鉞子 | 小栗鉞子 | 小栗鉞子 | 小栗鉞子 | 小栗鉞子 | 小栗鉞子 |  |  | 小栗忠道 | 小栗忠道 | 小栗忠道 | 小栗忠道 | 小栗忠道 | 小栗忠道 | 小栗忠祥13 | 小栗忠祥13 | 小栗忠祥13 | 小栗忠祥13 | 小栗忠祥13 | 小栗忠祥13 | 蜷川新 | 蜷川新 | 蜷川新 | 蜷川新 | 蜷川新   | 蜷川新   |          |          |          |          |          |          |          |          |          |          |          |          |          |          |          |          |        |        |        |        |        |        |  |  |
|          |          |          |          |          |          |  |  |            |            |            |            |            |            |          |          |          |          |          |          |          |          |            |            |            |            |              |            |            |            |            |            |            |            |            |            |      |      |          |          |          |          |          |          |  |  |          |          |          |          |          |          |            |            |            |            |            |            |        |        |        |        |          |          |          |          |          |          |          |          |          |          |          |          |          |          |          |          |          |          |        |        |        |        |        |        |  |  |
|          |          |          |          |          |          |  |  |            |            |            |            |            |            |          |          |          |          |          |          |          |          |            |            |            |            | 小栗又一15   |            |            |            |            |            |            |            |            |            |      |      |          |          |          |          |          |          |  |  |          |          |          |          |          |          |            |            |            |            |            |            |        |        |        |        |          |          |          |          |          |          |          |          |          |          |          |          |          |          |          |          |          |          |        |        |        |        |        |        |  |  |
|          |          |          |          |          |          |  |  |            |            |            |            |            |            |          |          |          |          |          |          |          |          |            |            |            |            |              |            |            |            |            |            |            |            |            |            |      |      |          |          |          |          |          |          |  |  |          |          |          |          |          |          |            |            |            |            |            |            |        |        |        |        |          |          |          |          |          |          |          |          |          |          |          |          |          |          |          |          |          |          |        |        |        |        |        |        |  |  |
|          |          |          |          |          |          |  |  |            |            |            |            |            |            |          |          |          |          |          |          |          |          |            |            |            |            | 小栗忠人16   |            |            |            |            |            |            |            |            |            |      |      |          |          |          |          |          |          |  |  |          |          |          |          |          |          |            |            |            |            |            |            |        |        |        |        |          |          |          |          |          |          |          |          |          |          |          |          |          |          |          |          |          |          |        |        |        |        |        |        |  |  |
|          |          |          |          |          |          |  |  |            |            |            |            |            |            |          |          |          |          |          |          |          |          |            |            |            |            |              |            |            |            |            |            |            |            |            |            |      |      |          |          |          |          |          |          |  |  |          |          |          |          |          |          |            |            |            |            |            |            |        |        |        |        |          |          |          |          |          |          |          |          |          |          |          |          |          |          |          |          |          |          |        |        |        |        |        |        |  |  |
|          |          |          |          |          |          |  |  |            |            |            |            |            |            |          |          |          |          |          |          |          |          |            |            |            |            | 小栗又一郎17 |            |            |            |            |            |            |            |            |            |      |      |          |          |          |          |          |          |  |  |          |          |          |          |          |          |            |            |            |            |            |            |        |        |        |        |          |          |          |          |          |          |          |          |          |          |          |          |          |          |          |          |          |          |        |        |        |        |        |        |  |  |

## 評価
- 大鳥圭介 「小栗は、剽悍な人物で、議論の盛んにした。武芸には達したが、洋書を読みこなすまではいたらず、洋学者から話を聞いては、世界情勢に留意していた。私どもが、（小栗の屋敷へ）行くといつも世界情勢の事を聞くから、知っている事を話したが、記憶力は非常に強い人であった」[73]
- 勝海舟
  - 「眼中ただ徳川氏あるのみにして、大局達観の明なし」[74]
  - 「小栗上野介は幕末の一人物だよ。あの人は精力が人にすぐれて、計略に富み、世界の情勢にもほぼ通じて、しかも誠忠無比の徳川武士で、先祖の小栗又一によく似ていたよ。あれは三河武士の長所と短所とを両方具えておったのよ。しかし度量の狭かったのは、あの人のためには惜しかった」[75]
- 西郷隆盛 「偉大なる権謀家」[74]
- 大村益次郎 「幕府でもし小栗豊後守の献策を用いて、実地にやったならば、我々はほとんど生命がなかったであろう」[74]
- 福沢諭吉 「鞠躬尽瘁の人」[76]
- 大隈重信は小栗について「明治政府の近代化政策は、小栗忠順の模倣にすぎない」と語った[77][78]。大隈の妻である綾子は小栗の親族であり、幼少時には兄の三枝守富とともに小栗家に同居していた時期があった[79]。大隈は時流を先読みして行動する小栗の姿勢について感化を受けていたといえる。
- 明治45年（1912年）7月[80]、東郷平八郎は自宅に小栗貞雄と息子の又一を招き、「日本海海戦に勝利できたのは製鉄所、造船所を建設した小栗氏のお陰であることが大きい」と礼を述べた後、仁義禮智信としたためた書を又一に贈っている。
- 三野村利左衛門
  - 「もし先主小栗をして今日にあらしめ、財政の要路に立たしめたならば、国家の財政を利益したること測り知る可からざるものがあったであろう。余の為す所の如きは、先主よりこれを見れば、児戯に過ぎざるのみ」[74]
  - 三野村利左衛門は、かつて小栗家で中間を務めた[81]。三井組に入ったのは小栗との交流があったからこそである[82]。慶応4年（1868年）以降に三井組が新政府へ資金援助を始めたのは、小栗の助言によるとする説もある。
- 斉藤正雄 「容貌柔和、沈黙にしてしかも大胆であり、米国よりは、経済財政の原書を買い来れる程の賢明なる人物であった」[74]
- 林田藩士 「小栗上野介は、年僅かに十四歳のころであったが、初めて建部家の客となりて来邸せられし折、あたかもその挙動、全然大人の如く、言語明晰、音吐朗々、応待つ堂々としてすでに巨人の風あり。未だ十四の少年にてありながら、煙草を燻らし、煙草盆を強く叩き立てつつ、一問一答建部政醇藩主と応答し、人皆その高慢に驚きながら、後世には如何なる人物となられるであろうかと噂しあった」[74]
- 森山休平 「小栗上野介の登城は、普通人の如くに輿に依らずして、常に乗馬であった。しかして小栗上野介の登城せらるる折には、縦令家の中に潜みつつあっても『これは小栗殿の登城也』という事が、その馬の足音にてよく判断し得られた。蓋し小栗上野介は、必ず駿馬に跨り行くを例とし、その馬蹄の響きが、他の馬のそれとは全く違っていたからである」[74]
- 『白石喜太郎憶記』によると、渋沢栄一が渡欧に際して「其間の事に付いて彼是心配致して居りますが、最も心にかかるのは会計の事で御座います」と相談すると、小栗は「足下は五年も後のことを心配する柄でもあるまい。第一足下は討幕を企てた程の男ではないか」などと戯談を言いだし、渋沢をしどろもどろにさせた[83]。

## 江戸幕府役職履歴
※日付＝旧暦
※原典
- 天保14年（1843年）3月22日 - 江戸城に初登城。徳川家慶に御目見え。
- 弘化4年（1847年）4月16日 - 小栗忠高嫡子の身分のまま、西の丸書院番に登用され、役料300石を支給される。
- 嘉永6年（1853年） - 進物番出役に登用される。徳川家定に近侍する。
- 嘉永7年（1854年） - 外国船に対する警戒のため、浜御殿の警備を担当する。
- 安政2年（1855年）
  - 7月28日 - 父、忠高が急死。
  - 10月22日 - 家督を相続し、又一を称する。
- 安政4年（1857年）
  - 1月11日 - 書院番（九番組）大岡豊後守清謙組進物番出役から使番に異動[85]。
  - 12月16日 - 布衣を許される。
- 安政6年（1859年）
  - 9月12日 - 使番から目付に異動。翌日、日米修好通商条約批准のため使節として渡米を命じられる。
  - 11月21日 - 従五位下・豊後守に叙任。
- 万延元年（1860年）11月8日 - 目付から外国奉行に異動。
- 文久元年（1861年）
  - 4月 - ロシア軍艦対馬占領事件の報を受け、対馬に出張。
  - 5月10日 - 対馬着。軍艦艦長ビリレフと3度に渡り交渉。
  - 7月26日 - 外国奉行を辞し、寄合席。
- 文久2年（1862年）
  - 3月9日 - 小姓組番頭（二番組）となる[86]。
  - 6月5日 - 小姓組番頭から勘定奉行・勝手方に異動。
  - 閏8月4日 - 松平出雲守の代理として、朝鮮人来聘御用を拝命。
  - 閏8月25日 - 勘定奉行から江戸南町奉行に異動。
  - 閏8月27日 - 勘定奉行を兼帯。
  - 12月1日 - 南町奉行から歩兵奉行に異動し、勘定奉行・勝手方を兼帯。
  - 12月10日 - 講武所御用取扱兼帯。
- 文久3年（1863年）
  - 4月23日 - 勘定奉行・勝手方・歩兵奉行・講武所御用取扱を辞し、寄合席。
  - 7月10日 - 陸軍奉行並となる。
  - 7月29日 - 陸軍奉行並を辞し、勤仕並寄合となる。※勤仕並寄合の期間中、豊後守から上野介に遷任。
- 元治元年（1864年）
  - 8月13日 - 勘定奉行・勝手方となる。
  - 12月18日 - 軍艦奉行に異動。
- 元治2年（1865年）
  - 1月 - 横須賀製鉄所御用掛に栗本瀬兵衛らと共に任ぜられる。29日には、フランスと製鉄所建設の約定を交わす。
  - 2月21日 - 軍艦奉行を辞し、寄合席。
  - 改元して慶応元年5月4日 - 勘定奉行・勝手方となる。
- 慶応2年（1866年）4月、兵庫商社設立の建議書を幕府に提出。関税税率改定交渉に主要人物として参加。
  - 6月5日、兵庫商社を設立し、役員を任命する。
  - 8月11日 - 海軍奉行並を兼帯。
- 慶応3年（1867年）5月武蔵国豊島郡滝野川村に火薬製造所を設立。
  - 9月26日、小栗が主張していた、兵賦制度が布告され、組合銃隊が廃止される。
  - 12月28日 - 陸軍奉行並を兼帯[87]。
- 慶応4年（1868年）1月15日 - 陸軍奉行並、勘定奉行を御役御免、勤仕並寄合と就る。
  - 1月28日、知行地がある上野国群馬郡権田村への土着願を、寄合肝煎、平岡道弘へと提出。翌29日、許可される[88]。

## 評伝

### 書籍
- 神長倉真民『仏蘭西公使ロセスと小栗上野介』ダイヤモンド社 1935年 (復刻・マツノ書店、2015年)
- 坂本藤良 『小栗上野介の生涯―「兵庫商社」を創った最後の幕臣 』 講談社 1987年 ISBN 4-06-203234-1
- 司馬遼太郎『明治という国家』日本放送出版協会、1989年。ISBN 4-14-008668-8。 / 新版・NHKブックス（新装版2018年）ISBN 978-4-14-091249-2
- 柴田錬三郎『生きざま』集英社文庫 1983年 ISBN 4-08-750698-3
- 高橋敏 『小栗上野介忠順と幕末維新 「小栗日記」を読む』 岩波書店 2013年 ISBN 978-4-00-025888-3
- 福地源一郎『幕末政治家』 岩波文庫 2003年 ISBN 4-00-331861-7
- 松平定知 『幕末維新を「本当に」動かした10人』小学館101新書 2010年 ISBN 978-4-09-825070-7
- 村上泰賢 『小栗上野介』平凡社新書 2010年 ISBN 978-4-582-85561-6
- 木立順一 『日本偉人伝』メディアポート 2014年 ISBN 978-4865580150
- マイケル・ワート『明治維新の敗者たちー小栗上野介をめぐる記憶と歴史』野口良平訳 みすず書房 2019年 ISBN 978-4-622-08811-0

## 小栗忠順が登場する作品

### 小説
小栗忠順が主人公の小説
- 海音寺潮五郎『幕末動乱の男たち』（上）
- 池波正太郎『明治元年の逆賊』
- 星新一『はんぱもの維新』
- 徳永真一郎『最後の徳川武士』
- 南條範夫『斬首ただ一人』（旺文社文庫 1986年）
- 大島昌宏『罪なくして斬らる 小栗上野介』（新潮社 1994年、学陽書房 1998年）
- 中津文彦『斬刑』（徳間書店 1995年）
- 高橋義夫『日本大変―小栗上野介と三野村利左衛門』（集英社文庫 1999年）
- 佐藤雅美『覚悟の人 ―小栗上野介忠順伝―』（岩波書店 2007年）

小栗忠順が登場する小説
- 中里介山『大菩薩峠』
- 井伏鱒二『普門院さん』（後に『普門院の和尚さん』と改題）
- 司馬遼太郎『十一番目の志士』
- 山田風太郎『軍艦忍法帖』
- 風野真知雄『若さま同心徳川竜之助シリーズ』
- 高木彬光『小栗上野介の秘密』（『増刊 推理ストーリー』1965年5月15日号）（短編）
- 高木彬光『風戸峠の秘宝』（『歴史読本』1966年12月号）（短編）
- 高木彬光『黄金の鍵』（カッパブックス、1970年11月）
- 典厩五郎『小栗上野介の秘宝』（新人物往来社、1991年11月）
- 北方謙三『黒龍の柩』（毎日新聞社 2002年）
- 小栗さくら『恭順』（小説現代 2020年11月号、講談社『余烈』所収 2022年）

### 映画
- 愛染地獄 一、二、三編（千恵蔵プロダクション、日活、1929年・1930年、演：片岡千恵蔵）
- 江戸城総攻め（帝国キネマ、1930年、演：林誠太郎）
- 弥次喜多・美人騒動（松竹、1932年、関操）
- 小笠原壱岐守（嵐寛寿郎プロダクション、新興キネマ、1932年、演：市川寿三郎）
- フランスお政（日活、1933年、演：市川小文治）
- 快傑黒頭巾 前後編（新興キネマ、1936年、演：荒木忍）
- 快傑黒頭巾（東映、1953年、演：香川良介）
- 新選組鬼隊長（東映、1954年、演：薄田研二）
- 鍔鳴浪人（東映、1956年、演：原健策）
- 大東京誕生 大江戸の鐘（松竹、1958年、演：松本幸四郎）
- EAST MEETS WEST（松竹、1995年、演：天本英世）

### テレビドラマ
小栗忠順が主人公のテレビドラマ
- 悲運の幕臣 小栗上野介（1991年8月18日、群馬テレビ、演：石橋正次）
- またも辞めたか亭主殿〜幕末の名奉行・小栗上野介〜（2003年1月3日、NHK、演：岸谷五朗）
- 逆賊の幕臣（2027年、NHK大河ドラマ、演：松坂桃李）

小栗忠順が登場するテレビドラマ
- テレビ劇場 ワシントンの日本人（1960年、NHK、演：川辺久造）
- 竜馬がゆく（1968年、NHK大河ドラマ、演：安井昌二）
- 大奥（1968年、フジテレビ、演：芦田鉄雄）
- 上方武士道（1969年、日本テレビ、演：渥美国泰）
- 勝海舟（1974年、NHK大河ドラマ、演：原保美）
- 新選組始末記（1977年、TBS、演：幸田宗丸）
- 夫婦ようそろ（1978年、TBS、演：中野誠也）
- 影の軍団・幕末編（1985年、関西テレビ、東映、演：夏八木勲）
- 勝海舟（1990年、日本テレビ年末時代劇スペシャル、演：風間杜夫）
- 竜馬におまかせ!（1996年、日本テレビ、演：石丸謙二郎）
- 龍馬伝（2010年、NHK大河ドラマ、演：斎藤洋介）
- 謎解きはディナーのあとで スペシャル〜風祭警部の事件簿〜（2013年8月2日、フジテレビ、演：小林タカ鹿)
- 青天を衝け（2021年、NHK大河ドラマ、演：武田真治）

### 落語
- 霧陰伊香保湯煙（作：三遊亭圓朝）

### 楽曲
- さくらゆき『礎（いしずえ）』（2018年、作詞：小栗さくら、作曲：法西隆宏）

### 漫画
- 天涯の武士（木村直巳、リイド社 『コミック乱ツインズ』連載）
- 猛き黄金の国（本宮ひろ志、集英社、『ビジネスジャンプ』連載）
- ハロー張りネズミ「眠る埋蔵金編」（弘兼憲史、講談社、『週刊ヤングマガジン』連載）
- 風雲児たち 幕末編（みなもと太郎、リイド社、『コミック乱』、連載）
- ちるらん 新撰組鎮魂歌（原作：梅村真也、作画：橋本エイジ、コアミックス『月刊コミックゼノン』連載）

### テレビ番組
- ライバル日本史（1995年12月21日、NHK総合）
- あの勝海舟が最も恐れた男、サムライ小栗上野介!〜世紀末を救うもうひとつの幕末ヒーロー伝説（1998年12月29日、テレビ朝日、演：和泉元彌）
- その時歴史が動いた（2002年11月20日、NHK総合）
- ライバルたちの光芒 勝海舟vs小栗上野介（2012年12月12日、BS-TBS）
- 片岡愛之助の歴史捜査「幕末史から消された男　日本近代化の立役者　小栗上野介の死の謎を追え！」（2016年6月16日、BS日テレ）
- 英雄たちの選択（2019年9月25日、NHK BS1）
- NHKスペシャル 新・幕末史 グローバル・ヒストリー （NHK BSP、演：武田真治）
  - 「第1集 幕府vs列強 全面戦争の危機」（2022年10月16日）
  - 「第2集 戊辰戦争 狙われた日本」（2022年10月23日）
- 新・幕末史 完全版（2023年1月3日、NHK BSP、演：武田真治）